# Зимология

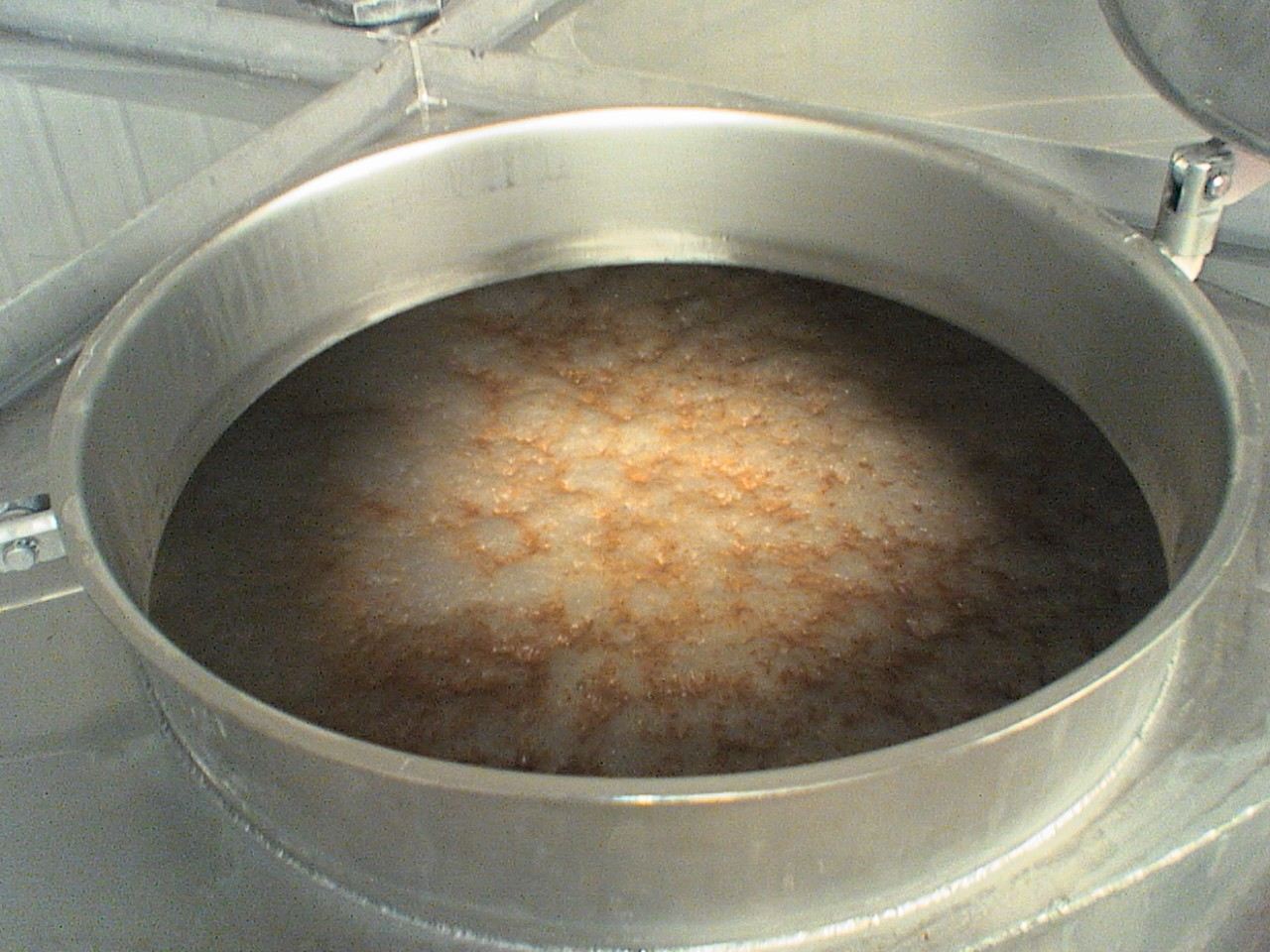
Брожение пива на пивоварне

Зимология (др.-греч. ζύμωσις «ферментация» + ἔργον «работа, действие») — прикладная наука, изучающая биохимический процесс брожения и его практическое применение. Общие темы включают выбор видов ферментирующих дрожжей и бактерий и их использование в пивоварении, виноделии, ферментации молока и производстве других ферментированных продуктов.

## Ферментация
В этом контексте ферментацию можно просто определить как превращение молекул сахара в этанол и углекислый газ дрожжами.
{\displaystyle \mathrm {C_{6}H_{12}O_{6}\rightarrow 2CO_{2}+2C_{2}H_{5}OH} }
Методы ферментации привели к открытию большого количества микробных и противомикробных культур на ферментированных пищевых продуктах.

## История
Французский химик Луи Пастер был первым зимологом, когда в 1857 году связал дрожжи с ферментацией. Первоначально Пастер определял ферментацию как дыхание без воздуха.
Позже немецкий химик Эдуард Бухнер, лауреат Нобелевской премии по химии 1907 года, определил, что брожение на самом деле вызывается секрецией дрожжей, которую он назвал зимазой.

## Продукты
- Все алкогольные напитки
- Хлеб на дрожжах
- Сыр, некоторые молочные продукты
- Шоколад
- Блюда, включая ферментированную рыбу[англ.]
- Некоторые блюда из овощей (например: кимчхи), также консервированные продукты
- Блюда из ферментированных соевых бобов